# Хармьянц, Генрих
Генрих Хармьянц (нем. Heinrich Harmjanz; 22 мая 1904, Нойруппин — 2 марта 1994, Бургведель) — немецкий языковед, этнограф, фольклорист и социолог, сотрудник Аненербе, штандартенфюрер СС.

## Биография
В 1930 году вступил в НСДАП и СС. В 1935—1938 годах был приват-доцентом, затем ординарным профессором этнографии, фольклора и социологии, а также специалистом по проблемам фольксдойче в университете Кёнигсберга. В 1938 году перешёл во Франкфуртский университет. С апреля 1939 года возглавлял учебно-исследовательский отдел германских традиций и фольклористики Аненербе. В этой связи участвовал в выявлении и присвоении культурных ценностей в Польше.
В 1937—1943 годах работал в отделе науки Имперского министерства науки, воспитания и народного образования. С 1942 года министериальдиректор, личный референт министра Бернгарда Руста. В 1944 году был уволен из СС и лишён всех должностей, когда выяснилось, что его докторская диссертация была плагиатом с работы одного еврейского учёного[какого?]. 
После войны преподавал в Эльце и Биссендорфе.

## Сочинения
- Volkskunde und Siedlungsgeschichte Altpreussens. Berlin : Junker u. Dünnhaupt, 1942.
- Frühaskanische Landnahme im brandenburgischen Havelland (gezeigt am Beispiel des Glin). Berlin : Ahnenerbe-Stiftung Verl., 1942.
- Közösségés kultura. Budapest : Magyar-német Társaság, 1942.
- Ostpreußische Bauern.Königsberg (Pr.): Reichsnährstand-Verlagsges., 1938.
- Volkskunde und Siedlungsgeschichte Altpreußens. Berlin : Junker & Dünnhaupt, 1936.
- Volk, Mensch und Ding. Königsberg : Ost-Europa-Verl., 1936.
- Die deutschen Feuersegen und ihre Varianten in Nord- und Osteuropa. Helsinki [Helsingfors] : Suomal. Tiedeakatemia, 1932.
- Atlas der deutschen Volkskunde. Leipzig : Hirze, [o.J.].